# Давид ди Донателло 1983
28-я церемония вручения наград премии «Давид ди Донателло» состоялась 19 июня 1983 года в Большом цирке.

## Победители

### Лучший фильм
- Ночь Святого Лаврентия, режиссёр Паоло Тавиани и Витторио Тавиани
- В самое сердце, режиссёр Джанни Амелио
- Новый мир, режиссёр Этторе Скола

### Лучшая режиссура
- Паоло Тавиани и Витторио Тавиани — Ночь Святого Лаврентия
- Джанни Амелио — В самое сердце
- Этторе Скола — Новый мир

### Лучший дебют в режиссуре
- Франческо Лаудадио — Грог
- Марко Ризи — Я собираюсь жить самостоятельно
- Чинция Торрини — Азартные игры
- Роберто Бениньи — Ты беспокоишь меня

### Лучший сценарий
- Серджо Амидеи и Этторе Скола — Новый мир
- Паоло Тавиани и Витторио Тавиани — Ночь Святого Лаврентия
- Джанни Амелио и Винченцо Черами — В самое сердце

### Лучший продюсер
- Джулиани Дж. Де Негри — Ночь Святого Лаврентия
- Ренцо Росселлини — Новый мир
- Карло Кукки и Сильвия Д’Амико Бендико — Будьте добрыми если сможете

### Лучшая женская роль
- Джульяна Де Сио — Я, Кьяра и Хмурый
- Ханна Шигулла — История Пьеры
- Марианджела Мелато — Честный солдат
- Джулиана Де Сио — Шопен

### Лучшая мужская роль
- Франческо Нути — Я, Кьяра и Хмурый
- Джонни Дорелли — Будьте добрыми если сможете
- Марчелло Мастроянни — Новый мир

### Лучшая женская роль второго плана
- Вирна Лизи — Аромат моря (ex aequo)
- Лина Полито — Простите за опоздание (ex aequo)
- Милена Вукотич — Мои друзья, часть 2

### Лучшая новая актриса
- Федерика Мастрояни — Будьте добрыми если сможете
- Норма Мартелли — Ночь Святого Лаврентия
- Тициана Пини — In viaggio con papà

### Лучшая мужская роль второго плана
- Лелло Арена — Простите за опоздание
- Паоло Стоппа — Мои друзья, часть 2
- Тино Ширинци — Шопен

### Лучший новый актёр
- Фаусто Росси — В самое сердце
- Марселло Лотти — Я, Кьяра и Хмурый
- Карло Де Маттеи — Шопен

### Лучшая операторская работа
- Франко Ди Джакомо — Ночь Святого Лаврентия
- Армандо Наннуцци — Новый мир
- Карло Ди Пальма — Идентификация женщины

### Лучшая музыка
- Анджело Брандуарди — Будьте добрыми если сможете
- Никола Пьовани — Ночь Святого Лаврентия
- Армандо Тровайоли — Новый мир

### Лучшая художественная постановка
- Данте Ферретти — Новый мир
- Марко Феррери — История Пьеры
- Джанни Сбарра — Ночь Святого Лаврентия

### Лучший костюм
- Габриэлла Пескуччи — Новый мир
- Николетта Эрколи — История Пьеры
- Люсия Мирисола — Будьте добрыми если сможете
- Лина Нерли Тавиани — Ночь Святого Лаврентия

### Лучший монтаж
- Роберто Перпиньяни — Ночь Святого Лаврентия
- Раймондо Крочани — Новый мир
- Руджеро Мастроянни — Мои друзья, часть 2

### Лучший иностранный режиссёр
- Стивен Спилберг — Инопланетянин
- Блейк Эдвардс — Виктор/Виктория
- Коста-Гаврас — Пропавший без вести

### Лучший сценарий иностранного фильма
- Блейк Эдвардс — Виктор/Виктория
- Джон Брайли — Ганди
- Коста-Гаврас и Дональд Стюарт — Пропавший без вести

### Лучший иностранный продюсер
- Ричард Аттенборо — Ганди
- Кэтлин Кеннеди и Стивен Спилберг — Инопланетянин
- Guney Film и Cactus Film — Дорога

### Лучшая иностранная актриса
- Джули Эндрюс — Виктор/Виктория
- Сисси Спейсек — Пропавший без вести
- Джессика Лэнг — Тутси

### Лучший иностранный актёр
- Пол Ньюман — Вердикт
- Джек Леммон — Пропавший без вести
- Дастин Хоффман — Тутси

### Лучший иностранный фильм
- Ганди, режиссёр Ричард Аттенборо
- Дорога, режиссёр Йылмаз Гюней
- Виктор/Виктория, режиссёр Блейк Эдвардс
- Пропавший без вести, режиссёр Коста-Гаврас

### Premio Alitalia
- Паоло Тавиани
- Витторио Тавиани

### Давид Лучино Висконти
- Орсон Уэллс

### David René Clair
- Мануэль Гутьеррес Арагон

### David Europeo
- Ричард Аттенборо

### David speciale
- Марчелло Мастроянни
- Ханна Шигулла